# سبع جفار
سبع جفار قرية سورية تتبع ناحية المعبدة في منطقة المالكية التابعة لمحافظة الحسكة في أقصى شمال شرق سورية. بلغ عدد سكانها 2042 نسمة عام 2004.
تقع على بعد 24 كم جنوب مدينة المالكية و7 كم عن الحدود العراقية.